# Karlebo (företag)
Karlebo har varit namnet på flera olika svenska företag med verkstadsindustriell inriktning och gemensamt ursprung i Maskinaktiebolaget Karlebo, grundat 1927.
Det ursprungliga företaget, Maskinaktiebolaget Karlebo, grundades 1 maj 1927 i Stockholm av ingenjör Selim Karlebo. Företaget sålde verktygsmaskiner och verktyg, hade inledningsvis sex medarbetare och var beläget i Södra Kungstornet. En avdelning för produkter inom gjuteriteknik tillkom 1930.
1936 tog Selim Karlebo initiativet till utgivning av Karlebo handbok. Handboken var avsedd som hjälp för Karlebos kunder inom industrin. Handboken blev mycket populär, och kom att bli det svenskspråkiga standardverket för verkstads- och produktionsteknik. Populariteten gjorde att Karlebo senare bildade ett särskilt dotterbolag, Karlebo Förlag, för utgivningen av Karlebo handbok och andra handböcker.
Under 1940-talet börjar Karlebo även sälja egna produkter under beteckningen MAKO. Produkterna legotillverkas för Karlebo, och den största produkten blir skjutmått.
1945 expanderar Karlebo med avdelningskontor i Göteborg och Malmö. Strax därefter, 1946, har Karlebo 47 medarbetare. 1961 blir Jan-Carl von Rosen verkställande direktör, och Selim Karlebo övergår till att bli arbetande styrelseordförande. 1976 hade företaget nått en storlek av 115 medarbetare.
I mitten av 1980-talet expanderar Karlebo kraftigt, inte minst genom att köpa flera andra företag. I en omorganisation 1989 skapas dotterbolag av de olika försäljningsavdelningarna under moderbolaget Karlebo AB.
När konjunkturen vände 1990 drabbades Karlebo AB av ekonomiska problem och ställde in betalningarna i maj 1991. Fem av dotterbolagen köptes ut av olika intressenter och drevs vidare under Karlebo-namnet. Utgivningen av Karlebo handbok tas över av Liber Förlag.